# 図書館ボランティア
図書館ボランティア（としょかんぼらんてぃあ）とは、図書館におけるボランティアのことである。多くの図書館関連の事柄と同じく、先進的な図書館から広がる傾向にある。また近年、公共図書館に限らず、学校図書館、大学図書館にも増えている。その多くには「図書館友の会」といった名前がついている。公共図書館に非司書職員を置く流れや非常勤化、長時間開館の流れもあり、利用者有志に補佐的な業務を託す図書館ボランティアは、業務的に欠かせない存在になりつつある。